# Claudia Eder
Claudia Eder (Augsburg, 1948. február 7. –) német opera-, dal- és koncerténekesnő (mezzoszoprán).

## Élete
Claudia Eder a Müncheni Zene- és Színházművészeti Főiskolán és a Frankfurt am Main Zeneművészeti Egyetemen tanult éneket és csellót, majd Milánóban és Budapesten folytatta tanulmányait. Tanárai Marianne Schech, Elsa Cavelti, Sipos Jenő (1970 k.) és Maria Castellani voltak. 25 évesen debütált La Muse/Niklausse szerepében a Hoffmann meséiben, a Bielefeld Színházban. Ezt követték a Hessisches Staatstheater Wiesbaden és a Staatstheater am Gärtnerplatz előadsai. Pályája további állomásai közé tartozott a düsseldorfi Deutsche Oper am Rhein és a bécsi Volksoper. Számos vendégszerződés vitte jelentős európai és Európán kívüli zenei színpadokra, köztük Barcelona, Madrid, London, Torino, Velence, Róma, Párizs, Genf, Antwerpen, New York, Chicago, Los Angeles és Tokió. Fellépett többek között a Salzburgi Fesztiválon, a Bécsi Fesztiválheteken, a Schwetzingen Fesztiválon, a Donaueschinger Zenei Napokon és a Schleswig-Holsteini Zenei Fesztiválon.
Eder dal- és koncerténekesként is dolgozik. Repertoárja a reneszánsz zenétől a barokk zenéig és az újzenéig terjed, s magában foglalja az opera, a dal és az oratórium műfaját is.
1988 óta Eder énekprofesszorként tanít a Mainzi Zeneművészeti Egyetemen, ahol 2004-ben megalapította a Singing Summer  nemzetközi nyári iskolát, 2010-ben pedig a Barock vokalt, amely kiváló program fiatal opera- és koncerténekesek számára. 2009-ben a Rajna-Pfalz tartomány kiválósági versenyén az általa vezetett énektagozat a tanulmányi, oktatói és művészi fejlesztőmunkában elért kiemelkedő teljesítményéért díjat kapott. Mesterkurzusokat is tart otthon és külföldön. 1991 óta projektmenedzserként, rendezőként és énekedzőként dolgozik a Fiatal Operaénekesek Nemzetközi Fesztiválján a Schloss Rheinsberg Kamaraoperában.
2000-ben Szécsi Máté magyar basszus énekest is képezte Berlinben.

## Akadémiai tagságai
A Mainzi Tudományos és Irodalmi Akadémia és az Európai Tudományos és Művészeti Akadémia tagja.

## Magánélete
Férje Lothar Gall történész volt, aki 2024 júniusában halt meg.

## Operarepertoárja (válogatás)
- Bizet: Carmen – címszerep
- Humperdinck: Jancsi és Juliska – Jancsi
- Mozart: Figaro házassága – Cherubino
- Mozart: Così fan tutte – Dorabella
- Rossini: Hamupipőke – Angelina
- Rossini: A sevillai borbély – Rosina
- Richard Strauss: A rózsalovag – Octavianus
- Richard Strauss: Ariadné Naxos szigetén – zeneszerző
- Thomas: Mignon – címszerep
- Verdi: Falstaff – Mrs. Meg Page

## Elismerései
- A Mainzi Tudományos és Irodalmi Akadémia 2006-os Akadémia-díja
- Rajna-vidék-Pfalz tartomány 2009-es díja kiemelkedő tanári teljesítményeiért
- 2009-ben a mainzi Johannes Gutenberg Egyetem Gutenberg Kutató Főiskolájának kinevezett munkatársa
- 2021: Rajna-vidék-Pfalz Állam Érdemrendje[4]

## Diszkográfia (válogatás)
- Offenbach: Hoffmann meséi (Deutsche Grammophon, 1991)
- Millenium 1880–1900 (Deutsche Grammophon; 2001)
- Claudia Eder a Discogson

## Fordítás
- Ez a szócikk részben vagy egészben  a   Claudia Eder című német Wikipédia-szócikk fordításán alapul.  Az eredeti cikk szerkesztőit annak laptörténete sorolja fel. Ez a jelzés csupán a megfogalmazás eredetét és a szerzői jogokat jelzi, nem szolgál a cikkben szereplő információk forrásmegjelöléseként.